# Fillmore, Kalifornien
Fillmore är en stad (city) i Ventura County, i delstaten Kalifornien, USA. Enligt United States Census Bureau har staden en folkmängd på 15 157 invånare (2011) och en landarea på 8,7 km².